# Dayna Communications
Dayna Communications, Inc., was een Amerikaans computerbedrijf uit Salt Lake City dat actief was van 1984 tot 1997. Het produceerde hoofdzakelijk netwerkapparatuur voor producten van Apple Computer, zoals de Macintosh, PowerBook en Newton. In 1997 werd het bedrijf opgekocht door Intel.

## Geschiedenis
Het bedrijf werd in 1984 opgericht door William Sadleir in Salt Lake City.
In mei 1985 bracht het MacCharlie op de markt, een hardware-add-on voor de Macintosh 128K. MacCharlie was in wezen een volledige IBM PC kloon, inclusief een of twee diskettestations, die aan de zijkant van de Mac bevestigd werd. De add-on was met de Mac verbonden via een seriële kabel zodat gebruikers PC-software konden draaien via een terminalprogramma op de Mac. Het product kreeg positieve recensies, The New York Times noemde het zelfs "een briljant idee" dat Apple de mogelijkheid moest geven om "voet aan grond te krijgen in bedrijven die al IBM-hardware en -software in huis hadden". Het product werd echter een commerciële flop omdat Sadleir te veel aan reclamecampagnes had gespendeerd en niet goed genoeg geluisterd had naar potentiële klanten die meer geïnteresseerd waren in oplossingen om bestanden te kopiëren tussen Macintosh- en DOS-diskettes en niet zozeer zaten te wachten op mogelijkheden om IBM PC-software op een Mac te draaien.
Het bedrijf ging bijna failliet door het MacCharlie-fiasco, maar dankzij extra kapitaal kon Sadleir een faillissement vermijden en de FT100 op de markt brengen: een uitgeklede versie van MacCharlie met de focus op het uitwisselen van bestanden.
In 1987 sloot Dayna een overeenkomst met Novell om het NetWare netwerkbesturingssysteem voor Macintosh-gebruikers op de markt te brengen. Eind 1987 introduceerde Dayna de DaynaFile, een herwerkte versie van de FT100 die beduidend meer succes kende dan zijn voorganger. De samenwerking met Novell resulteerde in DaynaNet, een netwerkbesturingssysteem voor de Mac dat gebaseerd was op NetWare en er naadloos mee kon samenwerken.
In 1990 sloot Novell een nieuwe overeenkomst met Dayna om LocalTalk-compatibele netwerkadapters voor NetWare te produceren en te verkopen.  Medio jaren negentig was Dayna een gevestigde waarde als producent van fax-, modem- en Ethernet-kaarten voor de Macintosh en de PowerBook. In 1996 bracht Dayna een Wireless LAN PC Card uit voor de Newton, een PDA die door Apple een paar jaar eerder op de markt was gebracht.
In September 1997 werd het bedrijf overgenomen door Intel, die geïnteresseerd waren in netwerktechnologie voor kleinere bedrijven.  Dayna werkte aanvankelijk nog verder als een dochteronderneming van Intel, maar toen de resterende inventaris in 1998 verkocht was werden de producten geïntegreerd in het productaanbod van Intel en op 28 december 1998 werd Dayna volledig opgedoekt.